# Policia de Tunísia
La policia de Tunísia és l'organisme de l'estat de Tunísia encarregat de la lluita contra la delinqüència. Els policies són uns 30.000 i depenen del ministeri de l'Interior. Un policia cobra uns 300 euros al mes, més que la majoria però insuficient per quedar fora de qualsevol intent de corrupció, de lo que s'han denunciat casos després de 1987. Els agents són destinats lluny de les seves àrees habituals oficialment per evitar el favoritisme.